# Municipio de Wilkinson
El municipio de Wilkinson (en inglés: Wilkinson Township) es un municipio ubicado en el condado de Cass en el estado estadounidense de Minnesota. En el año 2010 tenía una población de 401 habitantes y una densidad poblacional de 4,29 personas por km².

## Geografía
El municipio de Wilkinson se encuentra ubicado en las coordenadas 47°16′34″N 94°36′44″O / 47.27611, -94.61222. Según la Oficina del Censo de los Estados Unidos, el municipio tiene una superficie total de 93.41 km², de la cual 79,45 km² corresponden a tierra firme y (14,94 %) 13,96 km² es agua.

## Demografía
Según el censo de 2010, había 401 personas residiendo en el municipio de Wilkinson. La densidad de población era de 4,29 hab./km². De los 401 habitantes, el municipio de Wilkinson estaba compuesto por el 47,88 % blancos, el 47,13 % eran amerindios y el 4,99 % eran de una mezcla de razas. Del total de la población el 3,99 % eran hispanos o latinos de cualquier raza.